# Nachlast
Als Nachlast (engl. afterload) werden jene Kräfte bezeichnet, die der Kontraktion der Muskulatur der Herzkammern entgegenwirken und die damit den Blutauswurf aus den Herzkammern in das Blutgefäßsystem begrenzen. Sie erreicht ihr Maximum kurz nach Öffnung der Aortenklappe am Ende der Systole. Die Nachlast wird vor allem durch zwei Faktoren bestimmt: den arteriellen Blutdruck und die Steifigkeit (niedrige Compliance) der Arterien. Oft wird die Nachlast mit dem arteriellen peripheren Widerstand gleichgesetzt. Das Gegenteil ist die Vorlast.
Die Wandspannung der Herzkammern und damit die Nachlast ist nicht direkt messbar. Zuverlässig lässt sie sich aus der Impedanz der Aorta (Druck in der Aorta geteilt durch den Blutfluss zu einem gegebenen Zeitpunkt) ableiten. Die Impedanz lässt sich allerdings nur invasiv messen, näherungsweise auch durch die Transösophageale Echokardiographie. Klinisch lässt sich die Nachlast auch über den arteriellen Blutdruck abschätzen, solange keine wesentliche Aortenstenose oder Veränderung der Gefäßsteifigkeit vorliegt.
Die Nachlast ist pharmakologisch beeinflussbar und kann beispielsweise über den Einsatz arterieller Vasodilatatoren (z. B. Calciumantagonisten vom Dihydropyridintyp) oder von Betablockern gesenkt werden. ACE-Hemmer, Diuretika sowie Nitroglycerin senken die Vorlast und auch die Nachlast.